# Norman Parkinson
Norman Parkinson (Londra, 21 aprile 1913 – Singapore, 15 febbraio 1990) è stato un fotografo inglese, particolarmente attivo nel campo della moda ed insignito dell'Ordine dell'Impero Britannico.

## Biografia
Parkinson (il cui nome completo all'anagrafe era Ronald William Parkinson Smith) nacque a Londra e studiò alla Westminster School. Iniziò la sua carriera nel 1931 come apprendista presso i fotografi Speaight and Sons Ltd.
Nel 1934 aprì indipendentemente uno studio insieme a Norman Kibblewhite. Dal 1935 al 1940 lavorò per i periodici Harper's Bazaar e The Bystander. Durante la seconda guerra mondiale servì come fotografo di ricognizione sulla Francia per la Royal Air Force. Nel 1947 sposò l'attrice e modella Wenda Rogerson.
Dal 1945 al 1960 fu impiegato come ritrattista e fotografo di moda per  Vogue. Secondo l'esempio europeo il fotografo si allontana dalla fotografia statica inserendo le modelle su sfondi insoliti e con prospettive particolari. Dal 1960 al 1964 lavorò per Queen. Nel 1963 si trasferì a Tobago, ma molto frequentemente tornò a Londra e dal 1964 fino alla sua morte lavorò come fotografo freelance.